# Kit Kat

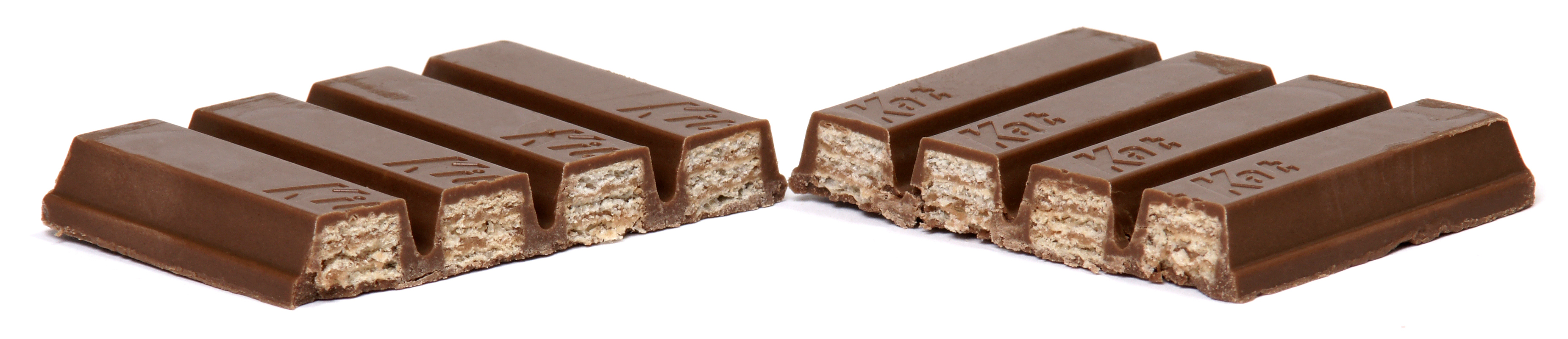

Kit Kat é uma marca comercial de chocolate composto pela combinação de wafer coberta por chocolate criada em 1935 pela empresa britânica Rowntrees e que desde 1988 é produzida pela transnacional Nestlé, exceto nos Estados Unidos, onde o chocolate é produzido pela Hershey's. Cada barra é composta por três camadas de wafer e coberta por uma camada externa de chocolate, com sabor variado, podendo conter um recheio também de sabor variado no seu interior. Cada parte pode ser separada da barra uma por uma.

## No Brasil
A Nestlé lançou o Kit Kat no Brasil, pela primeira vez, em 1994, porém, com vendas abaixo do esperado, a comercialização oficial foi interrompida pouco tempo depois e o produto passou a ser obtido no país apenas através de lojas especializadas em importação de chocolates. No ano de 2011, como parte da comemoração dos 90 anos da empresa no Brasil e  dos 75 anos do Kit Kat no mercado internacional, a Nestlé retomou a comercialização oficial do produto no Brasil. O sucesso foi tamanho, que o produto inicialmente importado da Alemanha passou a ser produzido em território nacional.
Nos anos seguintes, houve um aumento da distribuição do produto no território nacional e, a partir de 2015, novos sabores e variedades de Kit Kat começaram a ser introduzidas no mercado nacional. 

## Formas do Chocolate e Sabores

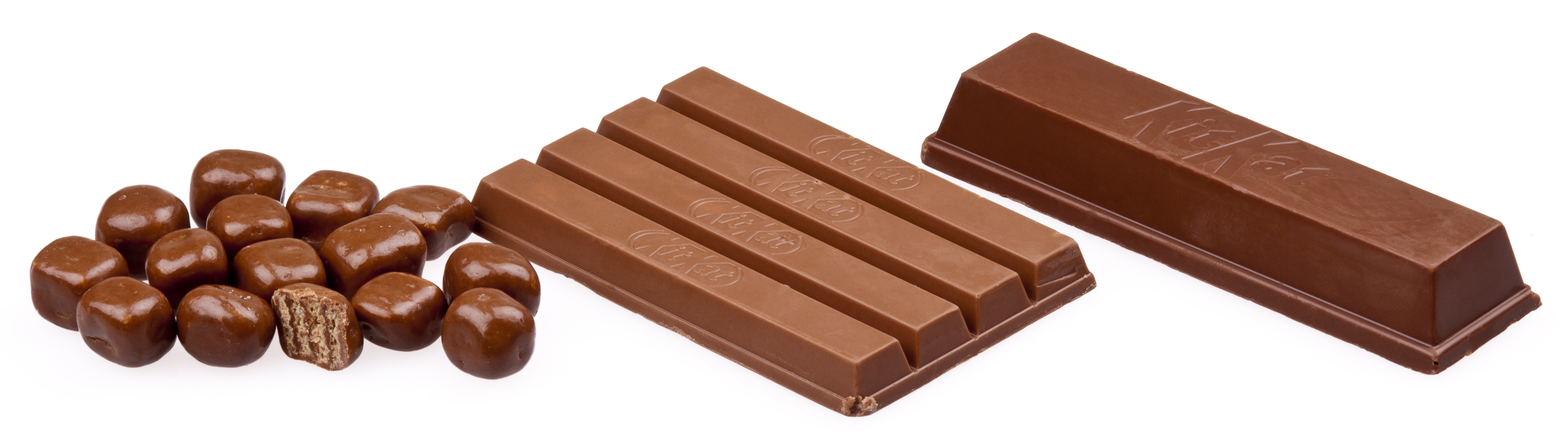
Três principais variedades de Kit Kat. Da Esquerda para a Direita: Pop Choc, Finger, Chunky.

Chunky
- Ao Leite[3]
- Amendoim[4]
- Chocolate Branco[5]
- Avelã

Finger
- Ao Leite
- Amargo[6]
- Chocolate Branco

Mini
- Ao Leite[7]

## Variedades Especiais e por Tempo Limitado
Ovo de Páscoa
- Ao Leite[8]
- Chocolate Branco[9]

Sorvete
- Pote[10]
- Cone

## Proteção intelectual do design da marca KitKat

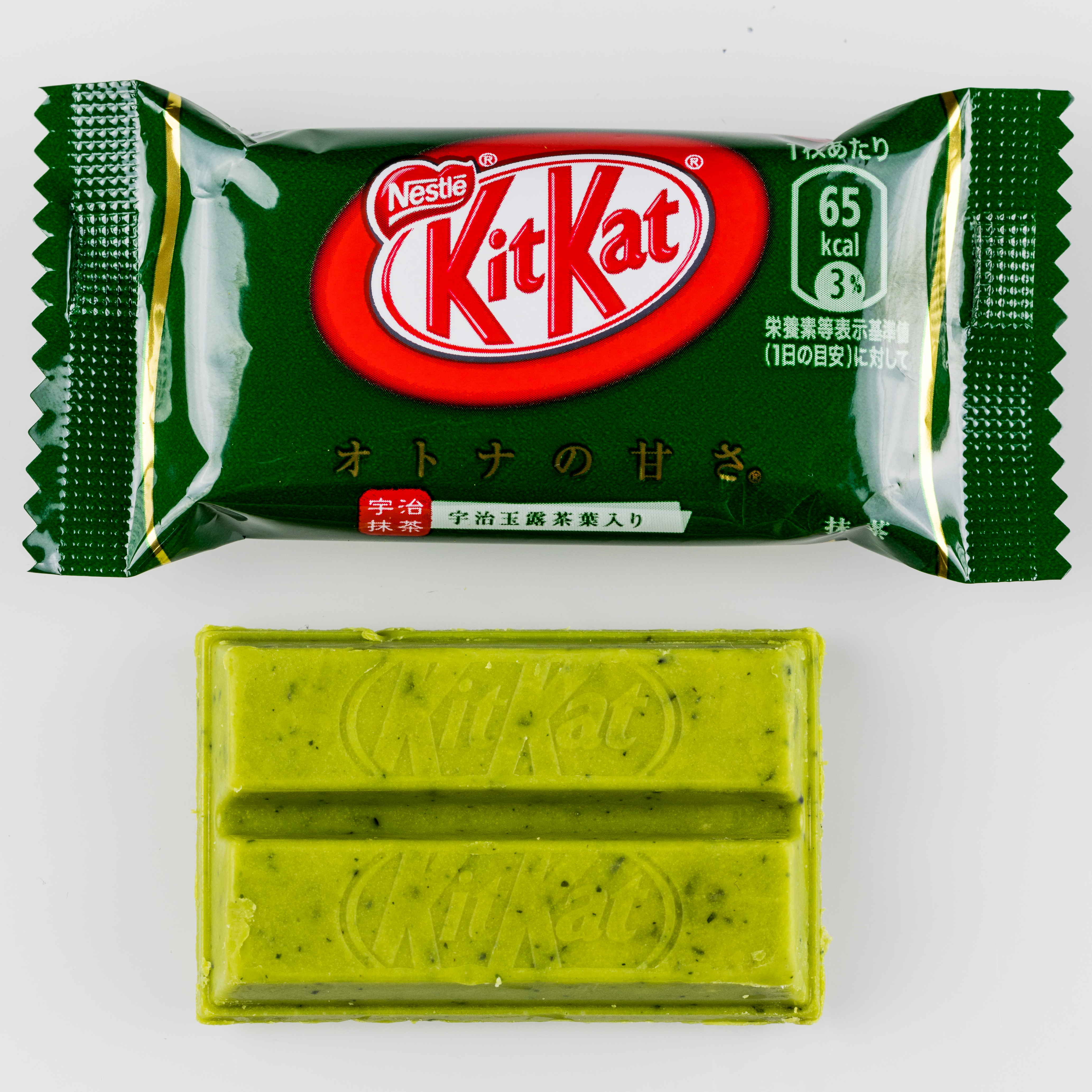
Kit Kat Matcha (chá verde)

Em 2002 a Nestlé requisitou junto das autoridades europeias a proteção intelectual do design da marca KitKat. O estatuto foi atribuído, mas contestado pela Cadbury Schweppes, em 2007, dando início a uma batalha legal. Em 25 de Julho de 2018, o Tribunal Europeu de Justiça considerou que o formato das quatro barras de chocolate não é uma característica distintiva do KitKat e, portanto, não merece ser protegido dessa forma.